# Metoposcopia

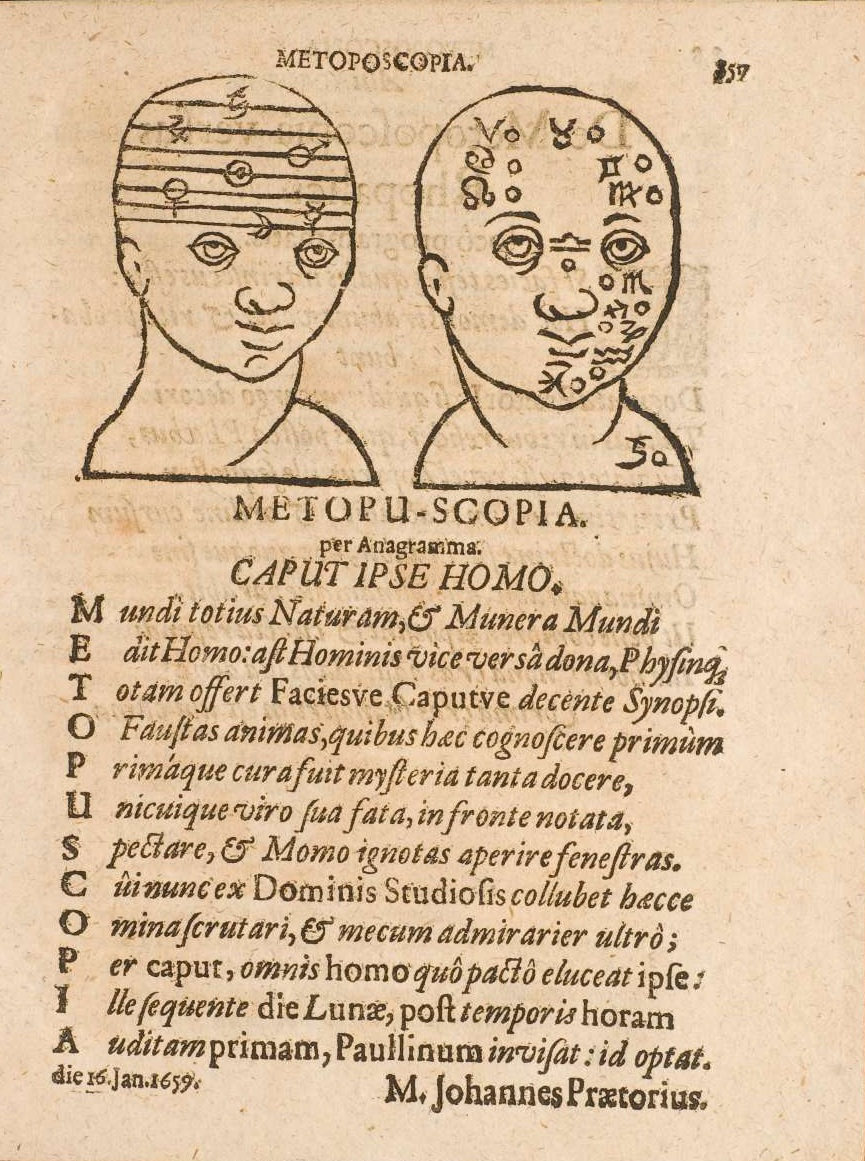
Acróstico de «metoposcopia», del libro homónimo de Johannes Praetorius publicado en 1661.

La metoposcopia (del griego metoposkópos, μετωποσκόπος, que significa "fisonomista"), también conocida como metopomancia, es una forma de adivinación mediante la que se pretende describir el carácter de una persona y predecir su futuro basándose en las líneas de su frente, de forma similar a como la quiromancia lo pretende con las líneas de la mano. El método fue inventado por Gerolamo Cardano, un reconocido médico y matemático del siglo XVI, interesado en la astrología y el azar. Durante la Contrarreforma, la Iglesia católica perseguía las artes adivinatorias, como el resto de las ciencias ocultas. Para Cardano, que además había estado preso por ser sospechoso de herejía, no era prudente escribir sobre estos temas, pero, no obstante, en su obra De Vita Propria hizo mención a sus escritos sobre la metoposcopia.
Cardano relacionaba las líneas de la frente con cada uno de los planetas conocidos para su época, que eran: la Luna, Mercurio, Venus, el Sol, Marte, Júpiter y Saturno, de ese modo «leía» las líneas como si se tratara de un horóscopo. Sus investigaciones están compiladas en un libro ilustrado escrito en latín que tituló Metoposcopia, que se publicaría en París en 1658, muchos años después de su muerte. Ese mismo año se tradujo también al francés.
Isaac Luria, rabino y cabalista del siglo XVI, practicaba una variante de la metoposcopia. Según él, en las líneas de la frente podían distinguirse letras hebreas y la interpretación de estas le servía para descubrir los problemas del individuo y hacer diagnósticos, pero no utilizaba sus habilidades para hacer predicciones. Se han encontrado descripciones de técnicas semejantes a la metoposcopia o fisiognomía en el Zohar —uno de los libros principales de la corriente cabalística—, en ellas se describe el significado de los distintos rasgos de la cara y las líneas de las manos.
El alquimista Giovanni Battista della Porta rechazaba la relación de los astros con las líneas faciales y el carácter de las personas en un libro publicado en 1627. Della Porta afirmaba que las artes adivinatorias, como la metopomancia y la quiromancia, eran: «vanas, falsas y perniciosas». Sin embargo, a pesar de estar ligada con la superstición, la metoposcopia siguió manejándose en los círculos intelectuales y médicos hasta mediados del siglo XVII.